# موریس‌ویل، شهرستان گرین، پنسیلوانیا
موریس‌ویل (به انگلیسی: Morrisville) یک منطقهٔ مسکونی در ایالات متحده آمریکا است که در پنسیلوانیا واقع شده‌است. موریس‌ویل ۱٬۲۶۵ نفر جمعیت دارد.